# (5058) Tarrega
(5058) Tarrega est un astéroïde de la ceinture principale.

## Description
(5058) Tarrega est un astéroïde de la ceinture principale. Il fut découvert le 28 juillet 1987 à Geisei par Tsutomu Seki. Il présente une orbite caractérisée par un demi-grand axe de 2,25 UA, une excentricité de 0,23 et une inclinaison de 7,2° par rapport à l'écliptique.
L'astéroïde est nommé en l'honneur du guitariste espagnol Francisco Tárrega.

## Compléments